# WTA Sydney II
Das WTA Sydney 2 (offiziell: Australian Indoors) ist ein ehemaliges Damen-Tennisturnier der WTA Tour, das in Sydney ausgetragen wurde.

## Siegerliste

### Einzel
| Jahr | Siegerin            | Finalgegnerin    | Ergebnis      |
| ---- | ------------------- | ---------------- | ------------- |
| 1976 | Martina Navratilova | Betty Stöve      | 7:5, 6:2      |
| 1977 | Evonne Goolagong    | Kerry Reid       | 6:1, 6:3      |
| 1978 | Dianne Fromholtz    | Kerry Reid       | 6:1, 1:6, 6:4 |
| 1979 | Sue Barker          | Rosalyn Fairbank | 6:0, 7:5      |
| 1985 | Pam Shriver         | Dianne Balestrat | 6:3, 6:4      |

### Doppel
| Jahr | Siegerinnen                                                  | Finalgegnerinnen                                             | Ergebnis      |
| ---- | ------------------------------------------------------------ | ------------------------------------------------------------ | ------------- |
| 1976 | Martina Navratilova Betty Stöve                              | Françoise Dürr Ann Kiyomura                                  | 6:3, 7:5      |
| 1977 | Kerry Reid / Greer Stevens gegen Helen Gourlay / Betty Stöve | Kerry Reid / Greer Stevens gegen Helen Gourlay / Betty Stöve | ausgefallen   |
| 1978 | Kerry Reid Wendy Turnbull                                    | Judy Chaloner Anne Hobbs                                     | 6:2, 4:6, 6:2 |
| 1979 | Billie Jean King Wendy Turnbull                              | Pam Shriver Sue Barker                                       | 7:5, 6:4      |
| 1985 | Pam Shriver Elizabeth Smylie                                 | Barbara Potter Sharon Walsh                                  | 7:5, 7:5      |